# Estação João Paulo I
A Estação João Paulo I será uma das futuras estações do Metrô de São Paulo e pertencerá à Linha 6–Laranja, que atualmente se encontra em obras. Em sua primeira fase, com 15,9 quilômetros de extensão, a Linha 6 deverá interligar o bairro de Vila Brasilândia, na Zona Norte, à Estação São Joaquim, da Linha 1–Azul. Posteriormente, a linha deverá interligar a Rodovia dos Bandeirantes ao bairro de Cidade Líder, na Zona Leste.
A Estação João Paulo I ficará localizada na confluência entre as avenidas Miguel Conejo e João Paulo I e a Rua Baião Parente, próximo à Rua Ameliópolis, no Parque Monteiro Soares, distrito da Freguesia do Ó, na Zona Norte.
Além da estação, um terminal de ônibus será construído para atender as linhas locais da Brasilândia e Freguesia do Ó.

## História
A estação começou a ser construída oficialmente em 2016, quando sua entrega estava prevista para maio de 2021. Posteriormente, o governador Geraldo Alckmin prometeu a entrega da primeira fase da linha para 2020, prazo este que acabaria descartado devido a um atraso de um ano no financiamento da Caixa Econômica Federal, que seria usado para o pagamento das desapropriações. Em 2017, a previsão de entrega da linha era no primeiro semestre de 2021, sendo que o prazo dado pelo Governo de São Paulo para o reinício das obras era até junho de 2017. Antes da paralisação das obras em 2 de setembro de 2016, a estação estava prevista para ser entregue no final de 2021.
Após venda do consórcio Move SP à Acciona em 2020, as obras foram retomadas, atualmente tendo prazo de finalização de 2025.
Em 30 de agosto de 2023, o Shield chega na Estação João Paulo I, depois de proceder da Estação Freguesia do Ó.

## Características
Estação enterrada com plataformas laterais, estruturas em concreto aparente e salas de apoio ao nível da superfície. Possuirá acesso para pessoas portadoras de deficiência. Terá uma área total construída de 16,9 mil m² e cinco andares subterrâneos, com uma profundidade de 44 metros. Prevê-se um trânsito de 31 mil usuários por dia.
| Sigla | Estação      | Inauguração              | Capacidade              | Integração                                           | Plataformas | Posição     | Notas                                      |
| ----- | ------------ | ------------------------ | ----------------------- | ---------------------------------------------------- | ----------- | ----------- | ------------------------------------------ |
| JPI   | João Paulo I | Segundo semestre de 2026 | 31 mil usuários por dia | Bilhete Único da SPTrans e terminal de ônibus urbano | Laterais    | Subterrânea | Estação com estrutura de concreto aparente |

## Funcionamento da linha
| Linha     | Terminais                 | Estações | Conexões | Duração das viagens (min) | Intervalo entre trens (s) | Funcionamento |
| --------- | ------------------------- | -------- | --- | ------------------------- | ------------------------- | ------------- |
| 6 Laranja | Brasilândia ↔ São Joaquim | 15       | Água Branca (Linhas 3-Vermelha, 7-Rubi, 8-Diamante e 9-Esmeralda), Higienópolis-Mackenzie (Linha 4-Amarela) e São Joaquim (Linha 1-Azul) | 23                        | 75                        | Em construção |